# Ciak d'oro per il migliore sonoro in presa diretta
Il Ciak d'oro per il migliore sonoro in presa diretta è un premio assegnato nell'ambito dei Ciak d'oro a un tecnico del suono in un film di produzione italiana. Viene assegnato attraverso una giuria tecnica composta da giornalisti e esperti del settore dal 1987.

## Vincitori e candidati
I vincitori sono indicati in grassetto, a seguire gli altri candidati.

### Anni 1980
- 1987 – Raffaele De Luca per Regalo di Natale[1]
  - Pippo Ghezzi per Romance
  - Vincenzo Nardi per Storia d'amore
  - Raffaele De Luca per Una domenica sì
- 1988 – Franco Borni per Notte italiana[1]
  - Alessandro Zanon per Da grande
  - Franco Borni per Domani accadrà
  - Tiziano Crotti per Kamikazen - Ultima notte a Milano
  - Franco Borni e Gianni Sardo per Regina
- 1989 – Gaetano Carito per Compagni di scuola[1]
  - Remo Ugolinelli per Caruso Pascoski (di padre polacco)
  - Tiziano Crotti per I cammelli
  - Amedeo Casati per Ladri di saponette
  - Candido Raini per Mignon è partita

### Anni 1990
- 1990 – Franco Borni per Palombella rossa[1]
  - Alessandro Zanon per Corsa di primavera
  - Tommaso Quattrini per Mery per sempre
  - Remo Ugolinelli per Piccoli equivoci
  - Raffaele De Luca per Storia di ragazzi e di ragazze
- 1991 – Remo Ugolinelli per Ultrà[1]
  - Franco Borni per La stazione
  - Bruno Pupparo e Roberto Petrozzi per Luisa, Carla, Lorenza e... le affettuose lontananze
  - Tiziano Crotti per Mediterraneo
  - Amedeo Casati per Volere volare
- 1992 – Franco Borni per Il portaborse[1]
  - Bruno Pupparo per Chiedi la luna
  - Gaetano Carito per Il muro di gomma
  - Benito Alchimede per Maledetto il giorno che t'ho incontrato
  - Gianni Zampagni per Una storia semplice
- 1993 – Alessandro Zanon per Il ladro di bambini
  - Giuseppe Muratori per Diario di un vizio
  - Marco Tidu per Manila Paloma Blanca
  - Alessandro Zanon per Nessuno
  - Amedeo Casati per Puerto Escondido
  - Franco Borni per Un'altra vita
- 1994 – Franco Borni per Caro diario[2]
  - Remo Ugolinelli per La scorta
  - Andrea Petrucci e Furio Lorenzetti per Libera
  - Massimo Loffredi e Giulio Viggiani per Per amore, solo per amore
  - Tullio Morganti per Sud
- 1995 – Alessandro Zanon per Lamerica[1]
  - Gaetano Cariti per Camerieri
  - Remo Ugolinelli per OcchioPinocchio
  - Tullio Morganti per Senza pelle
  - Maurizio Argentieri, Marco Fiumara e Roberto Mozzarelli per Strane storie
- 1996 – Daghi Rondanini e Mario Iaquone per L'amore molesto[3]
  - Candido Raini per Ivo il tardivo
  - Remo Ugolinelli per La scuola
  - Alessandro Zanon per La seconda volta
  - Gianni Zampagni per Pasolini, un delitto italiano
- 1997 – Bruno Pupparo per Vesna va veloce[1]
  - Mario Iaquone per Hotel paura
  - Luciano Fiorentini per Il carniere
  - Amedeo Casati per Luna e l'altra
  - Tiziano Crotti per Pianese Nunzio, 14 anni a maggio
- 1998 – Daghi Rondanini e Mario Iaquone per Teatro di guerra[1]
  - Alessandro Zanon per Aprile
  - Remo Ugolinelli per La parola amore esiste
  - Tullio Morganti per La vita è bella
  - Glauco Puletti per Tano da morire
- 1999 – Amedeo Casati per Fuori dal mondo[1][4]
  - Tullio Morganti per Baci e abbracci
  - Alessandro Zanon per Così ridevano
  - Fabrizio Andreucci per Giamaica
  - Gaetano Carito per Radiofreccia

### Anni 2000
- 2000 – Maurizio Argentieri per Pane e tulipani[5]
  - Remo Ugolinelli per Preferisco il rumore del mare
  - Glauco Puletti per Prima del tramonto
  - Roberto Petrozzi e Decio Trani per Tutto l'amore che c'è
  - Mario Iaquone per Un amore
- 2001 – Bruno Pupparo per Sangue vivo[6]
  - Fulgenzio Ceccon per I cento passi
  - Gaetano Carito per L'ultimo bacio
  - Alessandro Zanon per La stanza del figlio
  - Marco Grillo per Le fate ignoranti
- 2002 – Tullio Morganti per Figli/Hijos[7]
  - Daghi Rondanini e Gianluca Castamagna per L'uomo in più
  - Remo Ugolinelli per Luce dei miei occhi
  - Mario Iaquone per Ribelli per caso
  - Marco Tidu per Santa Maradona
- 2003 – Cinzia Alchimede e Adriano Di Lorenzo per Angela[8]
  - Mauro Lazzaro e Luca Novelli per Io non ho paura[9]
  - Maricetta Lombardo ed Elena Denti per L'imbalsamatore[9]
  - Marco Grillo e Claudio Paolucci per La finestra di fronte[9]
  - Gaetano Carito e Pierpaolo Merafino per Ricordati di me e Velocità massima[9]
- 2004 – Gaetano Carito per Buongiorno, notte[10]
  - Michele Tarantola e Luca Bertolin per Il ritorno di Cagliostro
  - Tullio Morganti e Alessandro Pambianco per L'amore ritorna
  - Fulgenzio Ceccon e Decio Trani per La meglio gioventù
  - Alessandro Zanon per La spettatrice
  - Maricetta Lombardo ed Elena Denti per Primo amore
- 2005 – Daghi Rondanini ed Emanuele Cecere per Le conseguenze dell'amore[11]
- 2006 – Mario Iaquone per Romanzo criminale[12]
  - Alessandro Zanon e Adriano Di Lorenzo per Il caimano
  - Gaetano Carito e Pierpaolo Merafino per Il mio miglior nemico
  - Bruno Pupparo e Andrea Dallimonti per La bestia nel cuore
  - Gianluca Costamagna e Maximilien Gobiet per Texas
- 2007 – Daghi Rondanini ed Emanuele Cecere per L'amico di famiglia[13]
  - Mario Iaquone e Luigi Melchionda per Anche libero va bene
  - Gianluca Castamagna e Francesco Sabez per Apnea
  - Remo Ugolinelli e Alessandro Palmerini per L'aria salata
  - Bruno Pupparo e Simone Carnesecchi per La cena per farli conoscere
  - Remo Ugolinelli e Alessandro Palmerini per La stella che non c'è
- 2008 – Alessandro Zanon e Alessandro Palmerini per La ragazza del lago[14]
  - Gaetano Carito e Pierpaolo Merafino per Caos calmo
  - Carlo Missidenti e Paolo Ferrario per Il vento fa il suo giro
  - Emanuele Cecere e Daghi Rondanini per Lascia perdere, Johnny!
  - Mario Iaquone e Luigi Melchionda per Tutta la vita davanti
- 2009 – Filippo Porcari e Federica Ripani per Pranzo di ferragosto[15]
  - Gianluca Merli e Massimo Simonetti per Fortapàsc
  - Maricetta Lombardo e Luca Novelli per Gomorra
  - Mirko Guerra e Vito Martinelli per Tutta colpa di Giuda

### Anni 2010
- 2010 – Carlo Missidenti per L'uomo che verrà[16]
  - Tullio Morganti e Diego Gualino per L'uomo nero
  - Alessandro Zanon e Simone Carnesecchi per La doppia ora
  - Mario Iaquone e Luigi Melchionda per La prima cosa bella
  - Gaetano Carito e Pierpaolo Merafino per Vincere
- 2011 – Paolo Benvenuti e Simone Paolo Olivero per Le quattro volte[17]
  - Alessandro Zanon per Habemus Papam
  - Remo Ugolinelli e Alessandro Palmerini per La passione
- 2012 – Remo Ugolinelli e Alessandro Palmerini per Diaz - Don't Clean Up This Blood[18]
  - Benito Alchimede e Brando Mosca per Cesare deve morire
  - Stefano Campus per I primi della lista
  - Paolo Benvenuti e Simone Olivero per Il mio domani
  - Gaetano Carito e Pierpaolo Merafino per Posti in piedi in paradiso
- 2013 – Alessandro Bianchi e Luca Novelli per Tutti i santi giorni[19]
  - Gaetano Carito e Pierpaolo Merafino per Bella addormentata
  - Remo Ugolinelli e Alessandro Palmerini per Io e te
  - Maricetta Lombardo e Luca Novelli per Reality
  - Angelo Bonanni e Davide D'Onofrio per È stato il figlio
- 2014 – Gianfranco Rosi per Sacro GRA[20]
  - Marco Grillo, Mirko Pantalla e Fabio Conca per Allacciate le cinture
  - Roberto Mozzarelli ed Emanuele Gualtiero Chiappa per Il capitale umano
  - Remo Ugolinelli, Alessandro Palmerini e Luigi Melchionda per L'ultima ruota del carro
  - Emanuele Cecere per Miele
- 2015 – Stefano Campus e Sandro Ivessich Host per Anime nere[21]
  - Stefano Campus per I primi della lista
  - Alessandro Zanon per Il giovane favoloso
  - Remo Ugolinelli e Simone Carnesecchi per Il nome del figlio
  - Maurizio Argentieri e Vincenzo Nardi per Latin Lover
  - Benito Alchimede e Maurizio Grassi per Meraviglioso Boccaccio
- 2016 – Angelo Bonanni e Diego De Santis per Veloce come il vento[22]
  - Maricetta Lombardo e Davide D'Onofrio per Il racconto dei racconti - Tale of Tales
  - Valentino Giannì, Stefano Sabatini e Biagio Gurrieri per Lo chiamavano Jeeg Robot
- 2017 – Valentino Giannì, Fabio Conca per Indivisibili[23]
  - Gaetano Carito, Pierpaolo Lorenzo e Antonio Barba per Fai bei sogni
  - Daniele Maraniello e Francesco Sabez per Falchi
  - Stefano Campus e Sandro Ivessich Host per Il permesso - 48 ore fuori
  - Alessandro Bianchi e Luca Novelli per La pazza gioia
- 2018 – Giuseppe Tripodi per A Ciambra[24]
  - Mario Iaquone, Luigi Melchionda ed Emanuele Giunta per A casa tutti bene
  - Lavinia Burcheri e Simone Costantino per Ammore e malavita
  - Fabio Conca, Giuliano Marcaccini e Daniele De Angelis per Napoli velata
  - Adriano Di Lorenzo e Alberto Padoan per Nico, 1988
- 2019 – Emanuele Cicconi, Enrico Medri e Maximiliano Angelieri per La paranza dei bambini[25]
  - Alessandro Zanon, Alessandro Palmerini e Alessandro Piazzese per Capri-Revolution[26]
  - Angelo Bonanni, Davide D'Onofrio, Marcello La Fortezza per Il primo re[26]
  - Christophe Giovannoni e Julien D'Esposito per Lazzaro felice[26]
  - Filippo Porcari, Federica Ripani - Sulla mia pelle[26]

### Anni 2020
- 2020 – Maricetta Lombardo per Pinocchio[27]
- 2021 – Simone Paolo Olivero per Il buco
  - Giuseppe Angelelli per Il silenzio grande
  - Francesco Liotard per Lasciami andare
  - Benni Atria per Le sorelle Macaluso
  - Pietro Morana per Non mi uccidere
  - Alessandro Zanon per Qui rido io